# Nymfe (zoologi)
 For alternative betydninger, se Nymfe. (Se også artikler, som begynder med Nymfe)
En nymfe er et ungdomsstadie hos de leddyr, der har ufuldstændig forvandling (dvs. mangler puppestadiet). Det findes altså både i visse insekters og i alle spindleres liv. Nymfer vokser ved at skifte ham og ligner næsten helt de voksne dyr, de voksne har dog nogle gange vinger.
| Dyr | Spire Denne artikel om dyr er en spire som bør udbygges. Du er velkommen til at hjælpe Wikipedia ved at udvide den. |